# Naruhito al Japoniei
Naruhito (japoneză 徳仁, Naruhito) (n. 23 februarie 1960) este actualul împărat al Japoniei.
Naruhito este cel mai mare fiu al împăratului Akihito și al împărătesei Michiko. El a devenit Prinț Moștenitor la 23 februarie 1991 după decesul bunicului său, Împăratul Hirohito la 7 ianuarie 1989. A acces la Tronul Crizantemei la 1 mai 2019, după abdicarea tatălui său.

### Biografie
Împăratul a studiat la Universitatea Gakushuin unde a obținut masterul în istorie în 1988. În perioada 1983-1985 a studiat în Anglia la Colegiul Merton, Oxford. Naruhito cântă la violă și practică joggingul, excursiile și alpinismul în timpul liber. A scris câteva lucrări și memorii din vremea când era la Oxford, テムズとともに : 英国の二年間, Temuzu to tomoni: Eikoku no ninenkan tradusă în engleză în 2006 The Thames and I: A Memoir of Two Years at Oxford

### Viața personală
Naruhito s-a căsătorit la 9 iunie 1993 cu Masako Owada la Tokio. Cuplul are un singur copil, Aiko, prințesa Toshi, născută la 1 decembrie 2001.